# Johannes Brandt (Komponist)
Johannes Brandt (* 1985 in Berlin) ist ein deutscher Komponist.

## Leben
Johannes Brandt studierte an der Universität der Künste Berlin Schulmusik und an der Humboldt-Universität in Berlin Mathematik. Von 2010 bis 2014 studierte er Komposition für Film und Medien an der Hochschule für Musik und Theater München, u. a. bei Enjott Schneider und Gerd Baumann.

## Filmografie (Auswahl)
- 2012: Berlin on the rocks (Kurzfilm)
- 2013: Silver Surfer
- 2014: Animatik (Kurzfilm)
- 2014: Falsche Entscheidung (Kurzfilm)
- 2015: Der Himmel zwischen den Welten
- 2015–2016: Der Staatsanwalt (Serie, 2 Folgen)
- 2015: Tatort: Die letzte Wiesn
- ab 2016: Die Chefin (Serie)
- 2017: Honigfrauen (Fernsehdreiteiler)
- 2017–2021: Der Kommissar und das Meer (Fernsehserie, 5 Folgen)
- 2020: Frühling – Genieße jeden Augenblick
- 2020: Frühling – Spuren der Vergangenheit
- 2020: In Wahrheit: Jagdfieber
- ab 2020: Nord Nord Mord (Fernsehserie)
- 2021: In Wahrheit: In einem anderen Leben
- 2021: Sportabzeichen für Anfänger
- 2021: Wilsberg: Unser tägliches Brot
- 2022: Gestern waren wir noch Kinder
- 2022: Frühling – Auf den Hund gekommen
- 2024: Frühling – Ein Zebra im Gepäck
- 2024: Frühling – Die verschwundenen Eltern
- 2024: Frühling – Wenn die Zeit stehen bleibt
- 2024: Frühling – Blick ins Morgen
- 2024: Frühling – Mit dem Feind im Bett
- 2024: Frühling – Holla, die Waldfee
- 2025: Frühling – Das Versteck
- 2025: Frühling – Die Mutter, die es nie gab
- 2025: Frühling – Ich such dich!
- 2025: Frühling – Babyalarm
- 2025: Frühling – Wenn du nicht still bist, dann…
- 2025: Frühling – Mein Geheimnis, dein Geheimnis